# 刺叶柄棘豆
刺叶柄棘豆（学名：Oxytropis aciphyila）是一种豆科植物。这种植物分布于中国北部和西北部半干旱地带。此外分布于苏联西部伯力地区、蒙古南部的半荒漠地区。